# Білі Обрії (заказник)
Бі́лі О́брії — ландшафтний заказник місцевого значення у Звенигородському районі Черкаської області.

## Історія
Створено рішенням Черкаської обласної ради від 26.05.2023 № 19-37/VІIІ.

## Опис
Заказник розташований між селами Лісове та Шаулиха Тальнівської міської громади. Під охороною перебуває ділянка правого схилу степової балки та болотиста низина. Тут бере початок притока річки Гірський Тікич. 
На території заказника зростає шафран сітчастий (Червона книга України). На схилах балки — одна з найбільших на території західної Черкащини популяція анемони лісової, яка є регіонально рідкісним видом. 
Мешкають види тварин, занесені до Червоної книги України: ящірка зелена, ктир велетенський, вусач-коренеїд хрестоносець, андрена золотонога, ксилокопа звичайна. 5 видів тварин, що трапляються у заказнику, занесені до списку охоронюваних видів резолюції №6 Бернської конвенції: лунь очеретяний, сорокопуд терновий, синьошийка, вівсянка садова, кумка червоночерева.